# Pipistrellus rusticus
Pipistrellus rusticus es una especie de murciélago de la familia Vespertilionidae.

## Distribución geográfica
Se encuentra en Angola Botsuana Burkina Faso República Centroafricana Chad Etiopía Ghana Kenia Malaui Mozambique Namibia, Nigeria Etiopía Senegal, Sudáfrica, Sudán Tanzania, Uganda Zambia y Zimbabue.

## Hábitat
Su hábitat natural son: sabanas áridas y sabanas húmedas.